# Збірна Австрії з футболу
Збірна Австрії з футболу (нім. Österreichische Fußballnationalmannschaft) — національна футбольна команда Австрії, яка керується Австрійським футбольним союзом (АФС) і представляє країну на міжнародному рівні. Свої домашні матчі команда здебільшого проводить на віденському стадіоні «Ернст Гаппель».
Свій перший міжнародний матч збірна Австрії зіграла у 1902 році проти Угорщини (перемогла з рахунком 5:0). Перший період гучної слави в історії збірної припав на 1930-ті роки, коли вона грала під керівництвом Гуго Майзля, і розпочався 16 травня 1931 р. з перемоги над збірною Шотландії, для якої цей матч став першою поразкою за межами Британських островів. У 1938 році, після аншлюсу Австрії, австрійська команда була розформована, а її гравці увійшли до складу збірної Німеччини. Після Другої Світової війни збірна Австрії знову почала демонструвати успіхи, які досягли кульмінації на чемпіонаті світу 1954 року, де Австрія посіла третє місце, однак, після цього почався тривалий період занепаду. Наступний успішний сплеск в історії збірної припав на чемпіонат світу 1978 року, де вона у другому груповому турнірі обіграла діючих чемпіонів світу — команду Західної Німеччини, однак, цей успіх продовження не мав. Востаннє збірна Австрії потрапляла до фінального розіграшу міжнародних змагань на чемпіонаті світу 1998 року у Франції, де не зуміла вийти за межі групового турніру.
Станом на 28 листопада 2024 посідає 22-e місце у рейтингу футбольних збірних світу.

## Історія

### Збірна команда Цислейтанії
Футбол почав проникати до Австрії з Англії на початку 1890-х років. Перший футбольний матч між найстарішими футбольними клубами Австрії — «Крікетером» і «В'єнна» — відбувся у 1894 році. Особливо активну роль у поширенні і розвитку футболу у Відні відігравав британець Марк Ніколсон, в минулому гравець англійського чемпіонату, який жив і працював в Австрії. 18 грудня 1898 року він організував матч між віденськими англійцями і віденцями в міському парку «Пратер». «Віденці» грали у білих футболках і чорних штанях, від яких і пішли офіційні кольори збірної Австрії (замінені на червоно-біло-червоне сполучення у порівняно недавньому минулому). Перший міжнародний матч австрійська команда зіграла 8 квітня 1901 року проти збірної Швейцарії; втім, ця гра футбольними федераціями обох країн вважається неофіційною. Зустріч була влаштована заснованою лише за рік до того Австрійською футбольною спілкою (Österreichischen Fußball-Union), попередницею сучасного Австрійського футбольного союзу (Österreichische Fußballbund), її засновником і першим головою був Марк Ніколсон. За австрійську команду у цьому матчі виступали гравці трьох найбільших віденських клубів того часу: «Вьєнни», «Крікетера» і «Вінера». «Збірна Відня» до того вже зустрічалася з командами з-за кордону, але це були клубні команди. Багато гравців тієї «кам'яної доби» австрійського футболу вигадували собі псевдоніми і грали у перуках і навіть у накладних бородах: у той час гравцями австрійських клубів були переважно школярі 17–18 років, яким грати у футбол у складі клубів було заборонено.

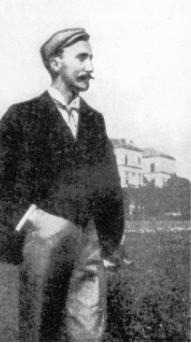
Марк Ніколсон, 1902.

Перший офіційно визнаний міжнародний матч збірної Австрії був організований 10 жовтня 1902 року як зустріч між збірними Відня і Будапешта. Цей матч вважається першим в історії світового футболу матчем між національними збірними за межами Британських островів. Австрійці перемогли у цьому матчі з рахунком 5:0 (три м'яча забив Ян Студніцка, перша «зірка» австрійського футболу). У наступні десятиріччя матчі між командами Австрії та Угорщини влаштовувались двічі на рік — один раз у Відні, другий — у Будапешті. Ці зустрічі відрізнялись принциповим суперництвом і вважались кульмінацією футбольного року. Тодішню збірну Австрії можна лише умовно зіставляти з нинішньою: до неї викликались гравці з усієї Цислейтанії (неугорської частини Австро-Угорщини) незалежно від їхньої мовної та етнічної належності; зокрема, за Австрію грала велика кількість чехів. Першими значними міжнародними змаганнями для збірної Австрії стали Олімпійські ігри 1912 року, що проходили у Стокгольмі: здобувши перемогу над командами Німеччини, Норвегії та Італії і програвши збірним Нідерландів та Угорщини, Австрія посіла на турнірі шосте місце.
Під час Першої Світової війни футбольна активність в Австрії майже не припинялась, однак, за відсутності капітана збірної Гуго Майзля, який воював на італійському фронті, на чолі команди став колишній захисник «Вьєнни» Гайнріх Речурі. Втім, під час війни вдавалося влаштовувати ігри збірної лише з Угорщиною та нейтральною Швейцарією.

### Вундертім— австрійська «команда-диво» (1918–1938)
Після закінчення першої світової війни багато країн з Англією на чолі намагалися виключити Австрію, як країну, винну у розв'язуванні війни, зі складу ФІФА. Нові держави, що виникли на теренах колишньої Австро-Угорщини, зокрема Чехословаччина, також спочатку бойкотували австрійську збірну. Хуго Майзль докладав значних зусиль до того, щоб відновити контакти з футбольними федераціями сусідніх держав й одночасно активно займався організацією міжнародних змагань на клубному та національному рівні. У молодій австрійській республіці футбол зазнав бурхливого росту популярності, не в останню чергу завдяки запровадженню восьмигодинного робочого дня. У 1921 році був відкритий новий стадіон «Хохе-Варте» місткістю 80000 глядачів; в 1924 році Австрія першою у континентальній Європі заснувала професійну футбольну лігу. Результатом реформ стали успіхи як австрійських клубів, так і національної збірної, наприклад, у 1926 році збірна Австрії перемогла у шести міжнародних зустрічах з семи.
У 1927 році почався перший розіграш Кубка Європи для збірних — попередника сучасного чемпіонату Європи. Згідно з формулою цього змагання кожна збірна-учасник мала зіграти два матчі з кожною іншою: один — вдома, один — у гостях; розіграш таким чином розтягувався на кілька років. Після закінчення першого розіграшу Кубка у 1930 році Австрія опинилася на другому місці, пропустивши вперед Італію.

«Вундертім» на чемпіонаті світу з футболу 1934 року.

Однак справжньою кульмінацією в історії австрійського футболу міжвоєнної доби стала епоха Вундертіму — «команди-дива». Такий епітет збірна Австрії здобула, коли у 1931 році першою з команд континентальної Європи зуміла перемогти збірну Шотландії, при тому зробити це з розгромним рахунком 5:0. Надалі австрійська команда, очолювана капітаном Матіасом Зінделаром, здобула низку розгромних перемог над провідними збірними Європи: Німеччина була переможена з рахунком 6:0 у Берліні і 5:0 у Відні, потім була розгромлена Швейцарія (8:1), Угорщина (8:2), Бельгія (6:1) і Франція (4:0). У 1932 році Австрія опинилася на першому місці у другому розіграші Кубка Європи, випередивши Італію. Однак, найбільшим успіхом австрійської збірної у той час вважався матч, в якому вона програла. 7 грудня 1933 року вона зустрілася у Лондоні зі збірною Англії, яка до того не знала домашніх поразок; жодній континентальній команді не вдавалося забити Англії більше, ніж єдиний «гол престижу». Австрійська радіостанція RAVAG вела прямий репортаж із Лондона, який транслювався через гучномовці на площі Героїв у Відні. На лондонському стадіоні «Вемблі» австрійці почали гру невдало, і перший тайм завершився з рахунком 2:0, однак у другому таймі вони почали свою знамениту комбінаційну гру. Австрійці забили три м'яча і програли з рахунком 4:3; незадовго до закінчення матчу Адольф Фогль мав вірну можливість влучити м'ячем у ворота і зрівняти рахунок, але не зумів нею скористатись.
Команду дещо ослабила втрата кількох гравців, зокрема воротаря Руді Гідена, які отримали щедрі пропозиції з-за кордону і залишили Австрію. Попри це, Австрія була, нарівні з Італією, одним з незаперечних фаворитів чемпіонату світу з футболу 1934 року в Італії, першого чемпіонату, в якому брали участь основні європейські збірні. Австрійці були зупинені господарями чемпіонату італійцями у півфінальному матчі, який судив шведський арбітр Іван Еклінд, якого за день до того приймав у себе як почесного гостя сам італійський диктатор Беніто Муссоліні. Італія здобула перемогу завдяки єдиному голу, забитому на 18-й хвилині, коли кілька італійців буквально запхали австрійського воротаря Петера Платцера з м'ячем у руках за лінію воріт. Суддівство в цьому та інших матчах викликало запеклі суперечки, і ще через багато років після чемпіонату лунали звинувачення у підкупі, втім, матеріального продовження ці скандали не мали.

### 1938—1962: Друга світова війна й успіхи ранньої післявоєнної доби

Австрійська газета («Футбольна неділя») повідомляє 5 червня 1938 року про розпуск Австрійського футбольного союзу і, відповідно, збірної Австрії з футболу.

Аншлюс Австрії, який відбувся 13 березня 1938 року, на деякий час поклав край існуванню національної збірної і австрійського футболу загалом. Багато клубів були розпущені, велика кількість австрійських футболістів покинула країну, рятуючись від нацистського режиму за кордоном. Австрійська футбольна ліга була замінена обласною лігою Остмарку, а «єврейський» професійний футбол скасований. До нацистських «нововведень» належало також обов'язкове колективне привітання Гітлера перед початком і після закінчення кожного матчу (усі присутні на стадіоні вставали, простягали руку у нацистському привітанні й одночасно вигукували «Гайль Гітлер»), а також поповнення клубних команд молоддю з «Гітлерюгенду». Австрійська національна збірна була розформована і об'єднана з німецькою у спільну команду «Великої Німеччини». Хоча Австрія щойно пройшла кваліфікацію до чемпіонату світу 1938 року, її гравцям було дозволено взяти участь у змаганнях лише у складі німецької команди. Таким чином, у складі збірної Німеччини на чемпіонаті світу у Франції було вісім австрійців. Але створити суперзбірну не вийшло: для поєднання силового стилю німецької збірної та комбінаційної гри австрійців потрібно було значно більше часу. Об'єднана команда поступилася вже у першому раунді (1 / 8 фіналу) збірній Швейцарії, щоправда, для цього знадобилося аж два матчі — 1:1 та 4:2 у переграванні. Хоча включення австрійських гравців до складу німецької команди було примусовим і обов'язковим, кільком зіркам, таким, як Матіас Зінделар і Вальтер Науш, на підставі їхньої відомості було дозволено без наслідків відмовитись від участі у збірній Німеччини. Протягом другої світової війни у матчах німецької збірної виходило на поле 28 австрійців, в чотирьох матчах на поле одночасно виходило вісім колишніх гравців збірної Австрії.
Після закінчення війни збірна Австрії була практично відразу відновлена і вже у серпні 1945 року зіграла два матчі проти збірної Угорщини в Будапешті. Після ремонту свого стадіону «Пратер» 6 грудня 1945 року вона провела свій перший за останні вісім років домашній матч. Її суперником у цьому історичному матчі стала збірна Франції, матч відвідали 60000 вболівальників, у числі яких був голова ФІФА Жуль Ріме. Австрія перемогла з рахунком 4:1, три голи з чотирьох були забиті Карлом Деккером. Австрія швидко набула своєї колишньої форми і у 1951 році стала першою континентальною командою, що обіграла збірну Шотландії на її стадіоні (1:0), пробудивши спогади про Вундертім та її гру на віденському стадіоні 18 років тому; стараннями нового покоління австрійських гравців, таких, як Гергард Ганаппі, Вальтер Земан і Ернст Оцвірк Австрія повернулася до світової футбольної еліти. Найвищою точкою успіхів цього покоління став чемпіонат світу 1954 року у Швейцарії.
Під час кваліфікаційного турніру Австрія перемогла Португалію з розгромним рахунком 9:1. У груповому розіграші фінальної частини чемпіонату австрійці обіграли Шотландію 1:0 і розгромили з рахунком 5:0 збірну Чехословаччини. Однією з найвідоміших ігор австрійської збірної став чвертьфінальний матч у Лозанні проти господарів турніру збірної Швейцарії, прозваний пресою «Лозаннською битвою»: в найрезультативнішому матчі в історії світових чемпіонатів Австрія перемогла з рахунком 7:5. Воротар австрійців Курт Шмід ще на початку матчу був вражений сонячним ударом, але не міг покинути поле; підтримувана 50000 швейцарських уболівальників збірна Швейцарії забила три м'яча протягом восьми хвилин. Масажисту австрійської команди Йозефу Ульріху вдалося надати допомогу Шміду, який вже починав непритомніти, не перериваючи гру. Невдовзі після цього австрійці швидкою серією з трьох голів зрівняли рахунок (три голи були забиті протягом чотирьох хвилин), і перший тайм закінчився з рахунком 5:4 на користь Австрії. Після напруженого другого тайму фінальний рахунок матчу став 7:5; до того ж, під час матчу австрійцям двічі не вдавалося забити пенальті. Збірна Австрії вдруге у своїй історії дісталася до півфіналу чемпіонату світу, який, однак, програла з рахунком 1:6 збірній Німеччини. У «малому фіналі» Австрія подолала переможця попереднього чемпіонату збірну Уругваю і посіла третє місце, яке досі залишається її найвищим досягненням на міжнародних чемпіонатах.
Чемпіонат світу 1958 року у Швеції вийшов для австрійської команди значно менш вдалим. На груповому етапі фінального розіграшу жереб помістив її в одну групу з чемпіоном світу Бразилією, чемпіоном Європи збірною СРСР, а також з Англією, тоді як сама австрійська команда страждала від внутрішніх суперечок. Австрія програла Бразилії (0:2) та СРСР (0:2), зіграла внічию 2:2 з Англією і, посівши останнє місце у групі, покинула турнір. Втім, команда продовжувала користуватись великою популярністю в себе на батьківщині, і новий тренер Карл Деккер знову зумів привернути до збірної увагу міжнародної футбольної спільноти. У присутності рекордної кількості глядачів — 90000, що стало можливим завдяки реконструкції стадіону «Пратер», австрійська команда восени 1960 року перемогла у товариських матчах збірні СРСР (3:1) та Іспанії (3:0). Однак, коли внаслідок фінансових труднощів Австрійський футбольний союз був змушений відмовитись від участі у чемпіонаті світу 1962 року в Чилі, команда фактично розпалася. Раптовий кінець періоду післявоєнних успіхів збірної Австрії став очевидним після поразки у 1962 році від збірної Чехословаччини з рахунком 0:6, після якої багато гравців і сам Карл Деккер вже не зуміли оговтатись.

### 1962—1982: Вемблі, Кордова і Хіхон
Після закінчення «ери Деккера» австрійська збірна тривалий час не могла вийти на колишній рівень продуктивності, хоча й підносила час від часу сюрпризи в окремих матчах. Велику увагу привернув у цей період матч, що пройшов 20 жовтня 1965 року проти Англії на її домашньому стадіоні «Вемблі» в Лондоні: Австрія стала лише третьою командою континентальної Європи, якій вдалося перемогти Англію (3:2). Два голи з трьох забив Тоні Фріч, за що здобув прізвисько «Тоні Вемблі». Цього ж року збірна Австрії вперше у своїй історії не потрапила до фінального розіграшу чемпіонату світу, програвши кваліфікаційний турнір збірним НДР і Угорщини. У 1968 році головним тренером збірної був призначений словацький спеціаліст Леопольд Штястни, який до того успішно тренував іннсбрукський «Ваккер». Незважаючи на програну Німеччині кваліфікацію до чемпіонату світу 1970 року гравці і Футбольний союз не відмовили в довірі тренеру, з яким збірна після майже десяти років занепаду знову почала демонструвати стабільні результати. В атмосфері загальної ейфорії та сподівань Австрії після дванадцятирічної відсутності на чемпіонатах світу майже вдалося дістатись до фінальної частини чемпіонату світу 1974 року, що проходив у Західній Німеччині. Австрія закінчила кваліфікаційний турнір з такою ж кількістю очок і різницею забитих і пропущених м'ячів, як і у Швеції, і для визначення остаточного переможця був влаштований додатковий матч у німецькому Гельзенкірхені. Щоб надати гравцям досить часу для підготовки, був перенесений черговий тур чемпіонату Австрії, і команда прибула до Німеччини за п'ять днів до матчу. Однак на засніженому полі у Гельзенкірхені австрійці програли з рахунком 1:2, проґавивши багато шансів для зрівняння рахунку і одного разу навіть влучивши в поперечину.
Невдовзі після цього через проблеми зі здоров'ям Леопольд Штястни подав у відставку і був замінений на словенця Вранко Елснера, якого, однак, було звільнено відразу після закінчення невдалого кваліфікаційного турніру до чемпіонату Європи 1976 року, в останньому матчі якого Австрія програла Уельсу 0:1 і опинилася на третьому місці у групі і за межами фінальних змагань. Під керівництвом наступного тренера, Гельмута Сенековича, Австрії нарешті вдалося, вперше за останні 16 років, пробитися до фінальної частини чемпіонату світу 1978 року, що проходив в Аргентині. 30 жовтня 1977 року Австрія виграла 1:0 вирішальний матч проти Туреччини в Ізмірі; єдиний гол у цьому матчі, що відкрив Австрії дорогу до чемпіонату світу, був забитий майбутнім тренером збірної — Гербертом Прохазкою, й увійшов до анналів австрійського футболу як «ізмірський шпіц» (терміном «шпіц» в австрійському футбольному жаргоні позначається удар по м'ячу носком ноги). У груповому турнірі чемпіонату Австрія несподівано посіла перше місце у групі, випередивши Бразилію, Іспанію і Швецію, і в числі восьми найкращих збірних світу пройшла до другого групового турніру. У другому груповому етапі Австрія програла 1:5 збірній Нідерландів, яку тоді тренував австрієць Ернст Хаппель, і 0:1 збірній Італії. В останньому матчі другого групового турніру, який для збірної Австрії вже нічого не вирішував, вона зустрілася з діючим чемпіоном світу — командою Західної Німеччини, якій для потрапляння до фіналу потрібна була лише перемога. Напередодні матчу німецька преса вважала перемогу над позбавленою мотивації Австрією незаперечною, але 21 червня на полі стадіону в аргентинському місті Кордова сталася сенсація: Австрія перемогла 3:2; два голи забив Ганс Кранкль, і ще один німець Берті Фогтс забив у власні ворота. В Австрії цей матч називають «кордовським дивом», у Німеччині він, відповідно, отримав прозвання «кордовської ганьби».
Після успішного виступу на аргентинському чемпіонаті світу Гельмут Сенекович, як і обіцяв напередодні, пішов у відставку, і посаду тренера збірної зайняв Карл Штоц. Хоча йому вдалося цілком впевнено провести збірну Австрії через кваліфікаційний турнір до чемпіонату світу 1982 року в Іспанії, внаслідок суперечок з Австрійським футбольним союзом незадовго до чемпіонату він був звільнений. Його планували замінити на Ернста Хаппеля, але замість знаменитого австрійця, який у 1970 році виграв з голландським «Феєнордом» клубний кубок світу, в Іспанії австрійській команді довелося грати під керівництвом тимчасового тренерського дуету Георга Шмідта і Фелікса Лацке. Груповий турнір почався перемогами над Чилі (1:0) і Алжиром (2:0). У третьому матчі проти збірної ФРН, який проходив у місті Хіхон, Австрія пропустила гол на 11-й хвилині, після чого до самого кінця матчу м'яч катався по середній частині поля, оскільки рахунок 0:1 влаштовував обидві команди, забезпечуючи їм вихід до наступної стадії змагань; багатьма прихильниками обох команд така поведінка була засуджена як неспортивна. У другому груповому турнірі Австрія програла 0:1 збірній Франції і зіграла внічию з Північною Ірландією; цих результатів не вистачило для потрапляння до півфіналу, і Австрія закінчила чемпіонат світу на восьмому місці. Незважаючи на досить високе досягнення, недостойна поведінка команди в хіхонському матчі проти ФРН, який преса охрестила «Хіхонським пактом про ненапад», псувала популярність національної збірної на батьківщині протягом кількох наступних років.

### 1982—2007: Очікування і сподівання
Після чемпіонатів світу в Аргентині та Іспанії більшість провідних гравців збірної закінчили спортивну кар'єру, внаслідок чого результати команди значно погіршилися. Австрія програла два наступних кваліфікаційних турніри поспіль — до чемпіонату Європи 1984 року, де програла Північній Ірландії і Туреччині, і до чемпіонату світу 1986 року, де двічі програла Угорщині; по закінченні кожного відбірного циклу змінювався головний тренер збірної (відповідно Еріх Гоф і Бранко Елснер). Їм на зміну у 1988 році прийшов Йозеф Хіккерсбергер, який до того тренував молодіжну збірну (U-21). Хіккерсбергер повернув до команди перевірених ветеранів, таких як Прохазка, і доручив їхній опіці зовсім молодих гравців, таких як Андреас Герцог, що до свого дебюту у національній збірній встиг відіграти у вищій лізі чемпіонату Австрії лише три матчі. Методи нового тренера принесли плоди, і Австрії нарешті вдалося кваліфікуватись до чемпіонату світу 1990 року в Італії. Вирішальний матч кваліфікаційного турніру проти НДР Австрія виграла з рахунком 3:0; усі три голи були забиті молодим форвардом Тоні Польстером, новою зіркою національної збірної. На чемпіонаті, однак, збірна Австрії виступила не дуже вдало: розраховуючи спочатку якнайменше на вихід до ⅛ фіналу, вона програла з мінімальною різницею командам Італії та Чехословаччини, і єдиної перемоги над збірною США не вистачило для виходу з групового турніру. Згідно з формулою змагань того часу до ⅛ фіналу потрапляли також чотири найкращих команди з восьми, що посіли у групах треті місця, і Австрія не входила до числа цієї четвірки лише наразі досить неймовірного збігу результатів останніх матчів в інших групах; австрійське телебачення, впевнене в тому, що збірна Австрії проб'ється до плей-оф, встановила додаткові камери для зйомок радіючих австрійських гравців. Однак коли через два дні після перемоги над США стали відомі усі 16 фіналістів, Австрії серед них не було.

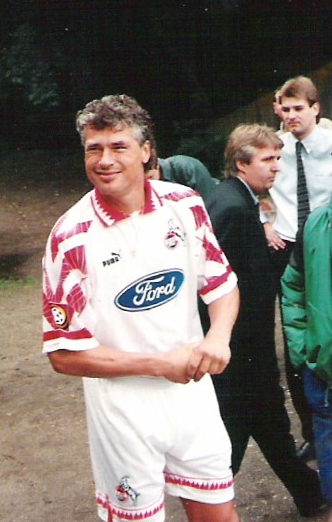
Тоні Польстер

Невдовзі після чемпіонату кар'єрі Йозефа Гіккерсбергера у національній збірній раптово настав скандальний кінець — 12 вересня 1990 року у Ландскруні збірна Австрії програла 0:1 Фарерським островам, і 14 вересня Хіккерсбергер подав у відставку. Два наступні відбірні цикли були для збірної невдалими; наступного разу Австрія потрапила на чемпіонат світу лише у 1998 році. У кваліфікаційному турнірі збірна перемогла у восьми матчах з десяти і посіла перше місце у відбірній групі; вирішальний матч проти Швеції був виграний завдяки голу Андреаса Герцога. Але у фінальному розіграші австрійська збірна, очолювана Гербертом Прохазкою, зігравши внічию 1:1 з Камеруном і Чилі і програвши 2:1 Італії, посіла у групі третє місце і до ⅛ фіналу знову не потрапила. Усі три австрійських голи в цих матчах були забиті в доданий арбітром час після закінчення основного часу другого тайму. З 1998 року і до сьогодні збірна Австрії більше не пробивалась до фінальних розіграшів чемпіонатів світу.
З 2006 року збірну знову тренує Йозеф Гіккерсбергер, який змінив на посаді головного тренера Ганса Кранкля після програного кваліфікаційного турніру до чемпіонату світу 2006 року.
Австрія (разом із Швейцарією) — господар ЄВРО-2008, до фінальної частини якого вона потрапляє автоматично без проходження кваліфікації. Замість матчів кваліфікаційного турніру між 2006 і 2008 роками була запланована серія товариських матчів. Австрійська команда виглядала у цих зустрічах не дуже впевнено: до перемоги над збірною Кот-д'Івуару 17 жовтня 2007 року з рахунком 3:2 їй не вдавалося виграти протягом дев'яти ігор поспіль. У фінальній частині чемпіонату Європи Австрія грала в одній групі з Хорватією, Німеччиною і Польщею і здобула лише одне очко, не вийшовши з групи. Після чемпіонату Європи тренер збірної Йозеф Гіккерсбергер подав у відставку.

## Спортивна форма

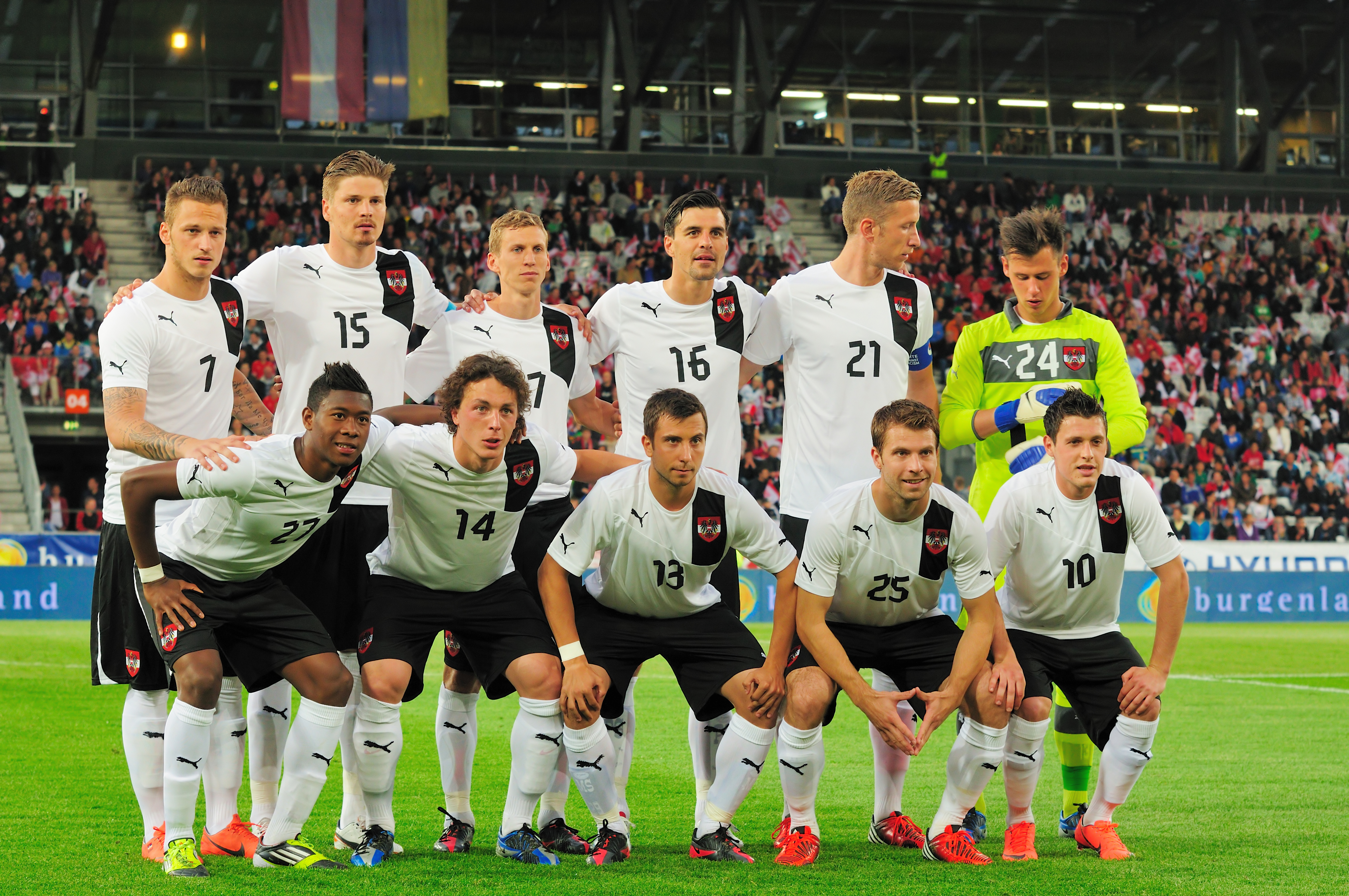
Збірна Австрії перед товариським матчем проти збірної України 1 червня 2012 року

Починаючи зі свого першого матчу у 1902 році збірна Австрії традиційно грала у білих футболках, чорних трусах і чорних гетрах. У 2002 році за ініціативою тодішнього тренера Ганса Кранкля офіційною домашньою формою збірної стала червона футболка, білі труси і червоні гетри — комплект, який до того використовувався як «виїзний» і в якому команда здобула багато гучних перемог, зокрема у матчі «кордовського дива», а чорно-білий комплект, навпаки, став «виїзним». Червоно-біла-червона кольорова гама пов'язується з кольорами австрійського прапора. З 2006 року збірна зрідка використовує як виїзний третій комплект мішаних червоно-чорних кольорів.
Офіційним виробником спортивної форми збірної вже понад 30 років є німецька фірма «Пума»; виробника бутсів гравці мають право обирати на власний розсуд.

## Участь у міжнародних турнірах
До сього дня збірна Австрії ніколи не виборювала чемпіонських титулів. Її найвищим досягненням станом на 2008 рік залишаються третє місце на чемпіонаті світу 1954 року і четверте місце на чемпіонаті світу 1934 року. Збірна Австрії виборювала Кубок Європи для збірних в 1932 році, випередивши Італію, і зупинялася у кроці від перемоги в 1930 і 1935 роках. Найвищим досягненням збірної на чемпіонатах Європи залишається чвертьфінал його першого розіграшу у 1960 році (чвертьфінальні матчі тоді проводились у рамках кваліфікаційного турніру); чемпіонат Європи 2008 року, одним з господарів якого є Австрія, став її першою появою у фінальних розіграшах континентальної першості.

### Чемпіонати світу
| Рік  | Країна                          | Досягнення                       | В | Н | П | Голи  | Примітки   |
| ---- | ------------------------------- | -------------------------------- | - | - | - | ----- | ---------- |
| 1930 | Уругвай                         | Не брала участі                  | – | – | – | –     |            |
| 1934 | Італія                          | Четверте місце                   | 2 | 0 | 2 | 7:7   |            |
| 1938 | Франція                         | Анексована Третім Рейхом         | 0 |   |   |       |            |
| 1950 | Бразилія                        | Не брала участі                  | – | – | – | –     |            |
| 1954 | Швейцарія                       | Третє місце                      | 4 | 0 | 1 | 17:12 |            |
| 1958 | Швеція                          | Груповий етап (15-е місце)       | 0 | 1 | 2 | 2:7   |            |
| 1962 | Чилі                            | Відмовилась від участі           | – | – | – | –     |            |
| 1966 | Англія                          | Не пройшла кваліфікацію          | – | – | – | –     |            |
| 1970 | Мексика                         | Не пройшла кваліфікацію          | – | – | – | –     |            |
| 1974 | ФРН                             | Не пройшла кваліфікацію          | – | – | – | –     |            |
| 1978 | Аргентина                       | Другий груповий етап (7-е місце) | 3 | 0 | 3 | 7:10  |            |
| 1982 | Іспанія                         | Другий груповий етап (8-е місце) | 2 | 1 | 2 | 5:4   |            |
| 1986 | Мексика                         | Не пройшла кваліфікацію          | – | – | – | –     |            |
| 1990 | Італія                          | Груповий етап                    | 1 | 0 | 2 | 2:3   | Докладніше |
| 1994 | США                             | Не пройшла кваліфікацію          | – | – | – | –     |            |
| 1998 | Франція                         | Груповий етап                    | 0 | 2 | 1 | 3:4   | Докладніше |
| 2002 | Південна Корея / Японія         | Не пройшла кваліфікацію          | – | – | – | –     |            |
| 2006 | Німеччина                       | Не пройшла кваліфікацію          | – | – | – | –     |            |
| 2010 | Південно-Африканська Республіка | Не пройшла кваліфікацію          | – | – | – | –     |            |
| 2014 | Бразилія                        | Не пройшла кваліфікацію          | – | – | – | –     |            |
| 2018 | Росія                           | Не пройшла кваліфікацію          | – | – | – | –     |            |
| 2022 | Катар                           | Не пройшла кваліфікацію          | – | – | – | –     |            |

### Чемпіонат Європи
| Рік  | Країна               | Досягнення                            | В | Н | П | Голи  | Примітки   |
| ---- | -------------------- | ------------------------------------- | - | - | - | ----- | ---------- |
| 1960 | Франція              | Не пройшла кваліфікацію (чвертьфінал) | 2 | 0 | 2 | 10:11 |            |
| 1964 | Іспанія              | Не пройшла кваліфікацію (1/8 фіналу)  | 0 | 1 | 1 | 2:3   |            |
| 1968 | Італія               | Не пройшла кваліфікацію               | – | – | – | –     |            |
| 1972 | Бельгія              | Не пройшла кваліфікацію               | – | – | – | –     |            |
| 1976 | Югославія            | Не пройшла кваліфікацію               | – | – | – | –     |            |
| 1980 | Італія               | Не пройшла кваліфікацію               | – | – | – | –     |            |
| 1984 | Франція              | Не пройшла кваліфікацію               | – | – | – | –     |            |
| 1988 | Західна Німеччина    | Не пройшла кваліфікацію               | – | – | – | –     |            |
| 1992 | Швеція               | Не пройшла кваліфікацію               | – | – | – | –     |            |
| 1996 | Англія               | Не пройшла кваліфікацію               | – | – | – | –     |            |
| 2000 | Бельгія / Нідерланди | Не пройшла кваліфікацію               | – | – | – | –     |            |
| 2004 | Португалія           | Не пройшла кваліфікацію               | – | – | – | –     |            |
| 2008 | Австрія / Швейцарія  | Груповий етап                         | 0 | 1 | 2 | 1:3   | Докладніше |
| 2012 | Польща / Україна     | Не пройшла кваліфікацію               | – | – | – | –     |            |
| 2016 | Франція              | Груповий етап                         | 0 | 1 | 2 | 1:4   | Докладніше |
| 2020 | Європа               | 1/8 фіналу                            | 2 | 0 | 2 | 5:5   | Докладніше |

### Кубок Європи для збірних
| Роки      | Досягнення                                                 | В | Н | П | Голи  | Примітки |
| --------- | ---------------------------------------------------------- | - | - | - | ----- | -------- |
| 1927–1930 | Друге місце                                                | 5 | 0 | 3 | 17:10 |          |
| 1931–1932 | Чемпіон                                                    | 4 | 3 | 1 | 19:9  |          |
| 1935–1935 | Друге місце                                                | 3 | 3 | 2 | 17:15 |          |
| 1936–1938 | Розіграш дочасно завершено через аншлюс Австрії Німеччиною | 2 | 1 | 3 | 13:14 |          |
| 1948–1953 | Третє місце                                                | 4 | 1 | 3 | 15:19 |          |
| 1955–1960 | Третє місце                                                | 4 | 3 | 3 | 21:21 |          |

## Тренерський штаб
Головний тренер збірної призначається правлінням Австрійського футбольного союзу. Він керує підготовкою національної збірної до міжнародних матчів і одноособово приймає рішення щодо комплектації команди. У перші роки існування збірної, з 12 жовтня 1902 по 14 червня 1913, комплектацією команди займався безпосередньо АФС (і його попередники); починаючи з 1913 року ці повноваження були надані особисто головному тренеру. З 1 січня 2006 року до червня 2008 посаду головного тренера обіймав Йозеф Хіккерсбергер. Це його другий термін на посаді, він вже тренував австрійську збірну у 1988–1990 роках, коли вивів її до фінальних змагань чемпіонату світу 1990 року в Італії. У 1968–1978 роках Йозеф Гіккерсбергер відіграв за збірну 38 матчів, забивши п'ять голів. Асистент головного тренера Петер Персідіс, тренер воротарів Клаус Ліндербергер і менеджер команди Андреас Герцог також в минулому грали за збірну Австрії.

## Гравці збірної

### Поточний склад
Наступні 26 гравців були оголошені у списку збірної для участі у Євро-2024.
Вік гравців наведено на день початку змагання (14 червня 2024 року), дані про кількість матчів і голів — на 17 травня 2024 року.
| №  | Поз. | Гравець             | Дата народження (вік)          | Ігри | Голи | Клуб                     |
| -- | ---- | ------------------- | ------------------------------ | ---- | ---- | ------------------------ |
| 1  | ВР   | Гайнц Лінднер       | 17 липня 1990 (вік 33 роки)    | 36   | 0    | Юніон Сент-Жилуаз        |
| 13 | ВР   | Патрік Пенц         | 2 січня 1997 (вік 27 років)    | 5    | 0    | Бреннбю                  |
| 12 | ВР   | Ніклас Гедль        | 17 березня 2001 (вік 23 роки)  | 1    | 0    | Рапід (Відень)           |
|    |      |                     |                                |      |      |                          |
| 5  | ЗХ   | Штефан Пош          | 14 травня 1997 (вік 27 років)  | 30   | 1    | Болонья                  |
| 2  | ЗХ   | Максіміліан Вебер   | 4 лютого 1998 (вік 26 років)   | 23   | 0    | Боруссія (Менхенгладбах) |
| 15 | ЗХ   | Філіпп Лінгарт      | 11 липня 1996 (вік 27 років)   | 19   | 1    | Фрайбург                 |
| 4  | ЗХ   | Кевін Дансо         | 19 вересня 1998 (вік 25 років) | 18   | 0    | Ланс                     |
| 16 | ЗХ   | Філіпп Мвене        | 29 січня 1994 (вік 30 років)   | 11   | 0    | Майнц 05                 |
| 3  | ЗХ   | Гернот Траунер      | 25 березня 1992 (вік 32 роки)  | 10   | 1    | Феєнорд                  |
| 21 | ЗХ   | Флавіус Данилюк     | 27 квітня 2001 (вік 23 роки)   | 2    | 0    | Ред Булл (Зальцбург)     |
| 14 | ЗХ   | Леопольд Кверфельд  | 20 грудня 2003 (вік 20 років)  | 1    | 0    | Рапід (Відень)           |
|    |      |                     |                                |      |      |                          |
| 9  | ПЗ   | Марсель Забітцер    | 17 березня 1994 (вік 30 років) | 78   | 17   | Боруссія (Дортмунд)      |
| 10 | ПЗ   | Флоріан Грілліч     | 7 серпня 1995 (вік 28 років)   | 41   | 1    | Гоффенгайм 1899          |
| 19 | ПЗ   | Крістоф Баумгартнер | 1 серпня 1999 (вік 24 роки)    | 36   | 13   | РБ Лейпциг               |
| 20 | ПЗ   | Конрад Лаймер       | 27 травня 1997 (вік 27 років)  | 34   | 4    | Баварія (Мюнхен)         |
| 17 | ПЗ   | Флоріан Кайнц       | 24 жовтня 1992 (вік 31 рік)    | 27   | 1    | Кельн                    |
| 24 | ПЗ   | Андреас Вайманн     | 5 серпня 1991 (вік 32 роки)    | 23   | 2    | Вест-Бромвіч Альбіон     |
| 6  | ПЗ   | Ніколас Зайвальд    | 4 травня 2001 (вік 23 роки)    | 22   | 0    | РБ Лейпциг               |
| 18 | ПЗ   | Романо Шмід         | 27 січня 2000 (вік 24 роки)    | 9    | 0    | Вердер                   |
| 8  | ПЗ   | Александер Прасс    | 26 травня 2001 (вік 23 роки)   | 4    | 0    | Штурм (Грац)             |
| 22 | ПЗ   | Маттіас Зайдль      | 24 січня 2001 (вік 23 роки)    | 3    | 0    | Рапід (Відень)           |
|    |      |                     |                                |      |      |                          |
| 7  | НП   | Марко Арнаутович    | 19 квітня 1989 (вік 35 років)  | 111  | 36   | Інтернаціонале           |
| 11 | НП   | Міхаель Грегорич    | 18 квітня 1994 (вік 30 років)  | 53   | 15   | Фрайбург                 |
| 23 | НП   | Патрик Віммер       | 30 травня 2001 (вік 23 роки)   | 10   | 0    | Вольфсбург               |
| 26 | НП   | Марко Грюлль        | 6 липня 1998 (вік 25 років)    | 4    | 0    | Рапід (Відень)           |
| 25 | НП   | Максимільян Ентруп  | 25 липня 1997 (вік 26 років)   | 2    | 1    | Гартберг                 |

### Гравці-рекордсмени
На початку футбольної ери міжнародні матчі проводились значно рідше, ніж зараз. Тривалий час звання як гравця з найбільшою кількістю ігор, так і найкращого бомбардира утримував Ян Студнічка, який у 1902–1917 роках відіграв 28 матчів, забивши в них 17 голів. Рубіж в 40 матчів за збірну вперше подолав Йозеф Брандштеттер (42 матчі у 1912–1924 роках), у 1932 році це досягнення поліпшив Йозеф Блум (51 матч у 1920–1932). Рекорд, встановлений Герхардом Ганаппі (93 гри у 1948–1962) утримувався більше тридцяти років, поки не був покращений у 1998 році Тоні Польстером (95 ігор протягом 1982–2000) і у 2003 Андреасом Герцогом (103 гри з 1988 по 2003 рік).
Наступними після Студнічки найкращими бомбардирами збірної стали: у 1934 році — Йоганн Хорват і Антон Шалль (по 28 голів, причому Шалль забив їх у 28 іграх), у 1969 році це досягнення повторив Ерік Хоф. Цей рекорд також утримувався дуже довго, поки у 1980-х роках не був покращений Гансом Кранклем (35 голів у 1973–1985). На рубежі століть Тоні Польстер встановив рекорд, який дійсний донині — 44 голи за збірну у 1982–2000.
Дані наведені станом на 30 червня 2024 року.
| №     | Гравець              | Роки      | Ігри | Голи |
| ----- | -------------------- | --------- | ---- | ---- |
| 1     | Марко Арнаутович     | 2008–н.ч. | 115  | 37   |
| 2     | Давід Алаба          | 2009–2023 | 105  | 15   |
| 3     | Андреас Герцог       | 1988–2003 | 103  | 26   |
| 4     | Александар Драгович  | 2009–2022 | 100  | 2    |
| 5     | Тоні Польстер        | 1982–2000 | 95   | 44   |
| 6     | Герхард Ганаппі      | 1948–1964 | 93   | 12   |
| 7     | Карл Коллер          | 1952–1965 | 86   | 5    |
| 8-10  | Фрідріх Концилія     | 1970–1985 | 84   | 0    |
| 9-10  | Бруно Пеццай         | 1975–1990 | 84   | 9    |
| 10-10 | Юліан Баумгартлінгер | 2009–2021 | 84   | 1    |

| №   | Гравець          | Роки      | Голи | Матчі | За матч |
| --- | ---------------- | --------- | ---- | ----- | ------- |
| 1   | Тоні Польстер    | 1982–2000 | 44   | 95    | 0.46    |
| 2   | Марко Арнаутович | 2008–н.ч. | 37   | 115   | 0.32    |
| 3   | Ганс Кранкль     | 1973–1985 | 34   | 69    | 0.49    |
| 4   | Йоганн Хорват    | 1924–1934 | 29   | 46    | 0.63    |
| 5   | Еріх Гоф         | 1957–1968 | 28   | 37    | 0.76    |
| 6-7 | Марк Янко        | 2006–2019 | 27   | 70    | 0.4     |
| 7-7 | Антон Шалль      | 1927–1934 | 27   | 28    | 0.96    |
| 8-9 | Маттіас Сінделар | 1926–1937 | 26   | 43    | 0.6     |
| 9-9 | Андреас Герцог   | 1988–2003 | 26   | 103   | 0.25    |
| 10  | Карл Цишек       | 1931–1945 | 24   | 40    | 0.6     |

## Статистика двосторонніх зустрічей
У наступній таблиці перелічені національні збірні, з якими Австрія за свою історію зіграла щонайменше десять матчів. Всього австрійська збірна зіграла 786 міжнародних матчів проти 68 команд. Вона виграла 327 ігор, програла 290 і 169 завершились нічиєю. Дані наведені станом на 7 жовтня 2020 року.
| Країна                 | Матчів | В  | Н  | П  | Голи    | Вперше          | Востаннє          |
| ---------------------- | ------ | -- | -- | -- | ------- | --------------- | ----------------- |
| Угорщина               | 137    | 40 | 30 | 67 | 252:299 | 12 жовтня 1902  | 14 червня 2016    |
| Швейцарія              | 42     | 25 | 5  | 12 | 105:60  | 23 грудня 1917  | 17 листопада 2015 |
| Чехословаччина і Чехія | 41     | 10 | 12 | 19 | 59:78   | 24 травня 1925  | 3 червня 2014     |
| Німеччина (в т.ч. ФРН) | 40     | 9  | 6  | 25 | 57:90   | 7 червня 1908   | 2 червня 2018     |
| Італія                 | 37     | 13 | 8  | 16 | 57:47   | 3 липня 1912    | 20 серпня 2008    |
| Швеція                 | 36     | 18 | 6  | 12 | 56:52   | 26 березня 1921 | 6 вересня 2018    |
| Франція                | 23     | 9  | 2  | 12 | 40:39   | 19 квітня 1925  | 14 жовтня 2009    |
| Шотландія              | 20     | 8  | 6  | 6  | 33:25   | 16 травня 1931  | 30 травня 2007    |
| СРСР і Росія           | 19     | 7  | 4  | 8  | 16:22   | 11 червня 1958  | 30 травня 2018    |
| Нідерланди             | 19     | 6  | 4  | 9  | 24:36   | 30 червня 1912  | 4 червня 2016     |
| Англія                 | 18     | 4  | 4  | 10 | 27:58   | 6 червня 1908   | 16 листопада 2006 |
| Югославія              | 18     | 6  | 4  | 8  | 38:39   | 10 лютого 1924  | 13 листопада 1991 |
| Ірландія               | 16     | 9  | 4  | 3  | 37:19   | 7 травня 1952   | 11 червня 2017    |
| Іспанія                | 16     | 4  | 3  | 9  | 22:43   | 21 грудня 1924  | 18 листопада 2009 |
| Туреччина              | 16     | 8  | 1  | 7  | 18:22   | 30 травня 1948  | 29 березня 2016   |
| Бельгія                | 14     | 9  | 3  | 2  | 41:18   | 13 грудня 1925  | 25 березня 2011   |
| Греція                 | 13     | 4  | 5  | 4  | 18:20   | 4 жовтня 1967   | 7 жовтня 2020     |
| Норвегія               | 11     | 8  | 1  | 2  | 23:9    | 1 липня 1912    | 4 вересня 2020    |
| Португалія             | 11     | 3  | 6  | 2  | 19:11   | 26 січня 1936   | 18 червня 2016    |

## Стадіон

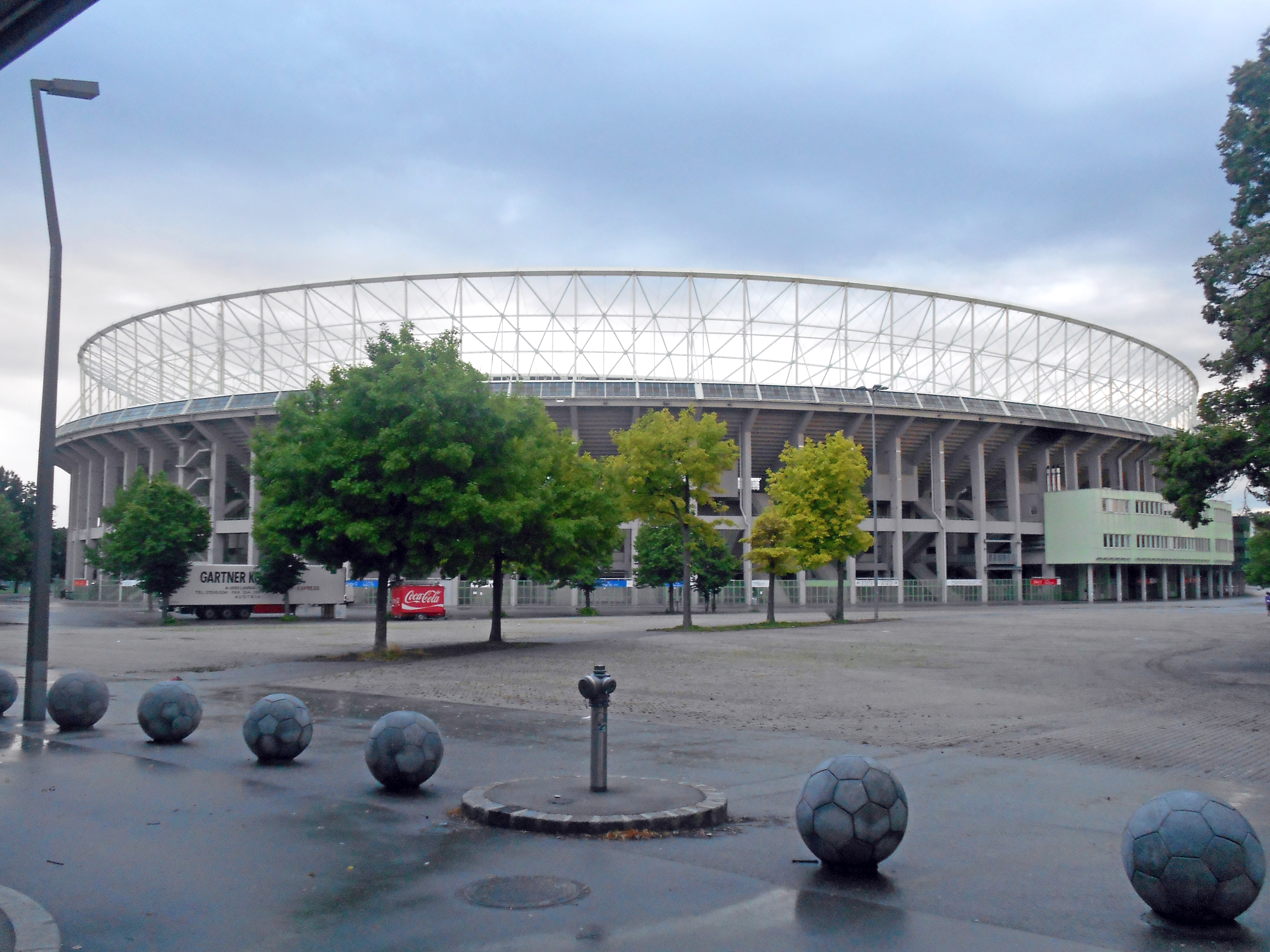
Ернст-Гаппель-Штадіон у Відні.

Завдяки великій популярності гри вже на ранньому етапі історії австрійського футболу у країни почали будуватись великі стадіони. Але будівництво власного стадіону для національної збірної тривалий час залишалося на стадії планування. Свої перші матчі збірна грала на аренах найбільших віденських клубів. Спочатку це були поля клубів «Вінер» і «Крікетер» у районі Пратер; свою першу гру у 1902 році збірна зіграла саме на полі «Вінера». Коли «великі клуби» стали дедалі частіше відмовляти збірній в оренді своїх стадіонів, все більше матчів доводилося проводити на меншому стадіоні «Рудольфшаймер», стан якого був дуже незадовільний. Із зростанням кількості глядачів на міжнародних зустрічах і ростом популярності збірної Футбольний союз залучав до влаштування матчів збірної все більшу кількість клубів, які, зважаючи на це, почали будувати нові стадіони зі значно більшою місткістю. Так, у травні 1920 року клуб «Зіммерінгер» відкрив новий стадіон на 50000 глядачів, який, окрім матчів національної першості, повинен був стати місцем проведення домашніх матчів збірної. Однак першим офіційним базовим стадіоном збірної став віденський «Хохе-Варте», стадіон клубу «Вьєнна», який був відкритий роком пізніше і став найбільшим і найсучаснішим футбольним стадіоном тогочасної Європи. Його офіційна місткість перевищувала 80000 глядачів.
Напередодні 2-ї робітничої Олімпіади у 1931 році був відкритий стадіон «Пратер» (зараз — «Ернст-Гаппель-Штадіон»), найбільший за теперішнього часу стадіон Австрії. Надалі він був переданий Австрійському футбольному союзу і до сього дня використовується як базовий стадіон національної збірної. Вперше на новому стадіоні збірна грала 13 вересня 1931 року проти команди Німеччини, яка хотіла взяти реванш за принизливу поразку 0:6, яку вона зазнала на своєму полі в Берліні у травні того ж року. Австрійці перемогли і цього разу з рахунком 5:0, перший гол на новому стадіоні був забитий Матіасом Зінделаром вже на 2-й хвилині матчу. «Ернст-Гаппель-Штадіон» отримав від УЄФА класифікацію «п'ять зірок». Раніше він вміщував 90000 глядачів, але після скасування стоячих місці згідно з вимогами безпеки УЄФА його офіційна місткість зменшилася до 50000.
Свої товариські матчі збірна подеколи проводить на менших клубних стадіонах інших міст Австрії, даючи нагоду подивитись на гру збірної і провінційним уболівальникам. Перша домашня зустріч збірної за межами Відня відбулася 1 травня 1965 року на стадіоні «Гугль» у Лінці, пізніше місцем проведення міжнародних матчів ставали також інсбрукський «Тіволі», зальцбурзький «Леенер», «Лібенау» у Граці та інші. Станом на 6 лютого 2008 року домашні міжнародні зустрічі австрійської збірної (всього 323) проходили у таких містах:
| Місто      | Матчів | Вперше          | Востаннє        |
| ---------- | ------ | --------------- | --------------- |
| Відень     | 285    | 12 жовтня 1902  | 6 лютого 2008   |
| Грац       | 12     | 10 вересня 1970 | 24 березня 2007 |
| Зальцбург  | 9      | 30 квітня 1977  | 29 травня 1996  |
| Лінц       | 9      | 1 травня 1968   | 18 березня 1997 |
| Інсбрук    | 6      | 27 серпня 1986  | 17 жовтня 2007  |
| Клагенфурт | 2      | 17 серпня 1994  | 7 вересня 2007  |